# Samuel Schenk
Samuel Leopold Schenk (ur. 23 sierpnia 1840 w Ürmény, zm. 17 sierpnia 1902 w Bad Schwanberg) – austriacki lekarz, embriolog.

## Wybrane prace
- Das Säugethierei künstlich befruchtet außerhalb des Mutterleibes. In: Mitteilungen des Embryologischen Institutes der K.K. Universität Wien 1, 1878, 107
- Grundriss der Bakteriologie für Ärzte und Studierende, Wien 1893
- Einfluss auf das Geschlechtsverhältnis, Magdeburg 1898
- Schenk’s Theory: The Determination of Sex, Chicago 1898